# Station Franeker Halte
Franeker Halte (Fnh) was een halte aan de spoorlijn Tzummarum - Franeker. Franeker Halte was geopend van 1 oktober 1903 tot 8 oktober 1933.  In de periode 1935-1941 was het gebouw in gebruik als kibboets. Het station uit 1902 is anno 2020 een woonhuis en is te vinden aan de Harlingerweg 45.
Dit station is gebouwd naar het stationsontwerp met de naam Standaardtype NFLS, die voornamelijk werd gebruikt voor verschillende spoorwegstations in Friesland. Het station Franeker Halte viel binnen het type NFLS halte 3e klasse.